# Albany (Wisconsin)
Albany és una vila dels Estats Units a l'estat de Wisconsin. Segons el cens del 2000 tenia 1.191 habitants.

## Demografia
Segons el cens del 2000, Albany tenia 1.191 habitants, 468 habitatges, i 311 famílies. La densitat de població era de 362,1 habitants per km².
Dels 468 habitatges en un 36,3% hi vivien nens de menys de 18 anys, en un 53,6% hi vivien parelles casades, en un 7,9% dones solteres, i en un 33,5% no eren unitats familiars. En el 25,4% dels habitatges hi vivien persones soles l'11,1% de les quals corresponia a persones de 65 anys o més que vivien soles. El nombre mitjà de persones vivint en cada habitatge era de 2,54 i el nombre mitjà de persones que vivien en cada família era de 3,09.
Per edats la població es repartia de la següent manera: un 27,8% tenia menys de 18 anys, un 8,6% entre 18 i 24, un 28% entre 25 i 44, un 23,6% de 45 a 60 i un 11,9% 65 anys o més.
L'edat mediana era de 36 anys. Per cada 100 dones de 18 o més anys hi havia 97,7 homes.
La renda mediana per habitatge era de 40.109 $ i la renda mediana per família de 46.071 $. Els homes tenien una renda mediana de 30.966 $ mentre que les dones 21.061 $. La renda per capita de la població era de 19.186 $. Aproximadament el 0,3% de les famílies i el 3,5% de la població estaven per davall del llindar de pobresa.

## Poblacions més properes
El següent diagrama mostra les poblacions més properes.